# A lélek hangja
A lélek hangja album az Ossian zenekar 2006-ban megjelent, akusztikus és nagyzenekari átdolgozásokat tartalmazó nagylemeze. Az átdolgozott tíz és az eredetiben hallható további hét korábbi Ossian-dal mellett a Hazatérés c. friss ballada szerepel még a korongon.
Az album a zenekar megalakulásának 20. évfordulója alkalmából jelent meg a Létünk a bizonyíték koncertalbummal együtt.

## Dalok
1. Intro
2. Szenvedély
3. Éjféli lány
4. Fortuna csókja
5. Emberi dolgok
6. Társ a bajban
7. Az egyetlen
8. Hűség
9. Hazatérés *
10. Magányos angyal
11. Még egy nap
12. Egyek vagyunk

Bónusz eredeti felvételek:
1. Nincs menekvés
2. Bilincs vagy ékszer
3. A hosszú álom
4. Pogány ima
5. A tél hercegnője
6. A bátrakért

## Zenekar
- Paksi Endre – ének, vokál, kórus
- Rubcsics Richárd – elektromos gitár és akusztikus gitár, kórus
- Wéber Attila – elektromos gitár és akusztikus gitár, kórus
- Erdélyi Krisztián – basszusgitár, kórus
- Hornyák Péter – dobok

## Közreműködők
- Küronya Miklós – billentyűs hangszerek
- Keszler Krisztina – hegedű
- Garger Krisztina – hegedű
- Zilah Eszter – mélyhegedű
- Pap Angéla – mélyhegedű
- Négyessy Katalin – cselló
- Keller István – ütős hangszerek
- Nachladal István – kórus